# Elisabetta Dami
Elisabetta Dami (n. 1958, Milano, Italia) este o scriitoare italiană, autoare a unor cărți pentru copii, cunoscută drept creatoare a personajului Geronimo Stilton.

## Biografie
Fiica editorului Piero Dami (fondatorul editurii Dami în 1972), la vârsta de treisprezece ani, a început să facă primii pași în lumea ficțiunii ca corector pentru editura familiei.  La nouăsprezece ani a creat primele sale povesti. 
O pasionata de aventură, la vârsta de 20 de ani a obtinut brevetul de pilotul de avion și licența de parașutist, la 23  ani a călătorit în jurul lumii care călătorind de una singura și a absolvit un curs faimos de supraviețuire  în Maine, SUA, la școala de Supraviețuirea Outward Bound  .  Printre alte aventuri, ea a facut drumetii montane în Nepal, a urcat pe Kilimanjaro, a alergat la "Marathonul de 100 de km din Sahara" și de trei ori la maratonul din New York (în 2002, 2003 și 2017)  . Acesta a fost, de asemenea, adoptata de două triburi native americane, inclusiv Clanul Cherokee Wolf  . 

### Nașterea lui Geronimo Stilton
Din experiența voluntariatului într-un spital pediatric s-a născut ideea de a scrie povesti de aventură avand protagonist un șoarece, pe nume Geronimo Stilton, care va deveni un fenomen editorial al scenei italiene și internaționale  .  Poveștile sale sunt aventuroase, pline de umor și propun valori universale, cum ar fi prietenia, pacea, respectul pentru natură. 
Într-un interviu acordat èentru ANSA pe 24 noiembrie 2010, aceasta a declarat că a asociat soricelul cu personaj principal - fiind un animal inteligent, foarte asemănător cu omul, deoarece învață din propriile experiențe - brânza de stilton engleză, 1700  .  De atunci, poveștile lui Geronimo Stilton, sunt traduse în 48 de limbi  fiind de asemenea fost vândute în peste 180 de milioane de exemplare în întreaga lume  mai mult de 33 de milioane numai în Italia  . 

### Activități benefice
Elisabetta Dami sprijină diferite organizații non-profit și asociații prin donații și proiecte creative pe care beneficiarii le pot utiliza pentru a crește gradul de conștientizare și sensibilizarea cu privire la activitățile și subiectele pe care le abordează: ABIO (Asociația Copiilor din Spitale), VIDAS (Asistență bolnavilor in faza terminala) (Fundația Mondială a Sălilor), Terre des Hommes, Antoniano Onlus (Proiecte Umanitare și Zecchino d'Oro), Il Granello (proiecte profesionale și creative pentru copiii cu dizabilități), Lilt (Liga Italiană împotriva cancerului). 
Elisabetta Dami este membru al Consiliului Național WWF Italia  , este un ambasador al Antoniano Onlus și facand parte din Consiliul Permanent al Terre des Hommes Italia  . 

## Legături externe
- "Elisabetta Dami. Fòrum IMPULSA 2012" audio-video (4 July 2012) at youtube; vimeo
- Elisabetta Dami  (11 December 2010) at la Repubblica
- Elisabetta Dami la Library of Congress Authorities, cu 7 înregistrări de catalog
- Geronimo Stilton la Library of Congress Authorities, cu 35 înregistrări de catalog
- Thea Stilton la Library of Congress Authorities, cu 5 înregistrări de catalog